# Омелино (Даниловский район)
Оме́лино — деревня в Даниловском районе Ярославской области, входит в состав Даниловского сельского поселения. Находится в 38 км от Данилова в 8 км от автомобильной дороги Череповец — Данилов. Единственная улица деревни — Центральная.
В деревне располагается почтовое отделение Даниловского почтамта УФПС Ярославской области. Почтовый индекс: 152096

## Население
| 2007 | 2010 |
| ---- | ---- |
| 24   | ↘23  |